# Budd Lake
Budd Lake är en ort i Morris County, New Jersey, USA.